# Nevio Scala
Nevio Scala (* 22. November 1947 in Lozzo Atestino) ist ein ehemaliger italienischer Fußballspieler und ‑trainer. 

## Leben
Als Aktiver war Nevio Scala zwischen 1966 und 1981 als Mittelfeldspieler für mehrere italienische Vereine aktiv. So spielte er für die AS Rom, die AC Mailand, Vicenza Calcio, Inter Mailand, die US Foggia und die AC Monza in der Serie A.
1968 gewann er mit dem AC Milan sowohl die Meisterschaft als auch im selben Jahr das Finale gegen den Hamburger SV im Europapokal der Pokalsieger. Im Jahr darauf holte er sich mit Milan auch den Europapokal der Landesmeister, stand aber nicht in der Finalaufstellung gegen Ajax Amsterdam.
Ende der 1980er Jahre begann Scala seine Laufbahn als Fußballtrainer. Sein erster Trainererfolg war 1988/89 der Aufstieg von Reggina Calcio in die Serie B. Von 1989 bis 1996 wirkte er bei der AC Parma. Mit dem Verein gewann er den 1992 den italienischen Pokal gegen Juventus Turin, sowie im Jahr darauf den Europapokal der Pokalsieger in London mit 3:1 gegen Royal Antwerpen. 1995 gewann er mit dem seinerzeit vom Milchkonzern Parmalat gesponserten Verein auch den UEFA-Pokal und traf dabei in den Finalspielen erneut auf Juventus Turin.
In der Saison 1996/97 trainierte er die AC Perugia. In der Folgesaison wurde er vom amtierenden Champions-League-Sieger Borussia Dortmund als Nachfolger von Ottmar Hitzfeld verpflichtet, nachdem Hitzfeld von der Trainerbank auf die Position des Sportdirektors gewechselt war. Mit dem Verein gewann er in Tokio im November 1997 den Weltpokal gegen den Titelträger der Copa Libertadores, Cruzeiro EC aus dem brasilianischen Belo Horizonte. In der Champions League schieden die Dortmunder gegen den nachfolgenden Sieger Real Madrid unter deren Trainer Jupp Heynckes aus. Das Spiel im Santiago-Bernabéu-Stadion kam dabei durch den Torfall von Madrid in zweifelhaften Ruf. National belegte die Borussia zu Saisonende den zehnten Platz, die Zusammenarbeit mit Scala wurde darauf eingestellt.
Zwischen 2000 und 2001 wirkte Scala beim türkischen Verein Beşiktaş Istanbul. Im Februar 2002 wurde er vom ukrainischen Klub Schachtar Donezk verpflichtet. Mit Schachtar, das in der Sowjetära viermal den nationalen Pokalwettbewerb gewann, holte er bis zum Mai des Jahres das Double von Meisterschaft und Pokal, was für den Verein aus der Bergarbeiterstadt die ersten beiden nationalen Titel seit der Unabhängigkeit der Ukraine bedeutete. Im September verlor Schachtar in der ersten Runde des UEFA-Cups beim FK Austria Wien mit 1:5, was zum Rücktritt Scalas führte.
2004 trainierte er Spartak Moskau, was seine letzte Trainerstation bedeutete. Scala ist seitdem Kommentator beim italienischen Rundfunksender Radiouno (RAI 1).
Am 30. Juni 2015 übernahm Scala das Präsidentenamt des neugegründeten Klubs Parma Calcio. Er arbeitet als Winzer in seinem Geburtsort Lozzo Atestino.

## Erfolge

### Als Spieler
- Europapokalsieger der Landesmeister: 1968/69
- Europapokalsieger der Pokalsieger: 1967/68
- Italienischer Meister: 1967/68

### Als Trainer
- Italienischer Pokalsieger: 1991/92
- Europapokalsieger der Pokalsieger: 1992/93
- UEFA-Pokal-Sieger: 1994/95
- Weltpokalsieger: 1997
- Ukrainischer Meister: 2001/02
- Ukrainischer Pokalsieger: 2001/02